# Sarcocornia quinqueflora
Sarcocornia quinqueflora är en amarantväxtart som först beskrevs av Aleksandr Andrejevitj Bunge och Ung.-sternb., och fick sitt nu gällande namn av Andrew John Scott. Sarcocornia quinqueflora ingår i släktet Sarcocornia och familjen amarantväxter. Inga underarter finns listade i Catalogue of Life.

## Bildgalleri

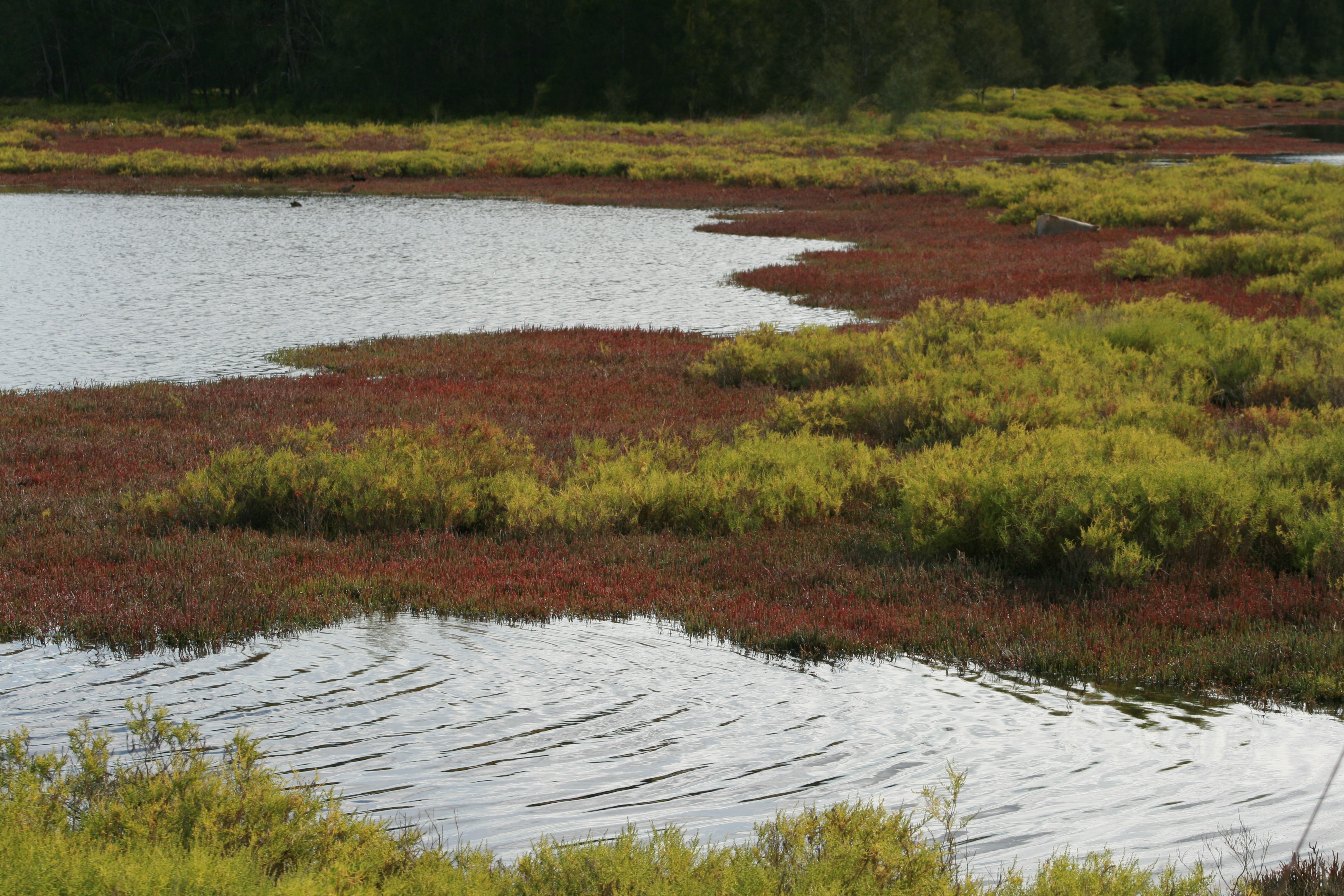
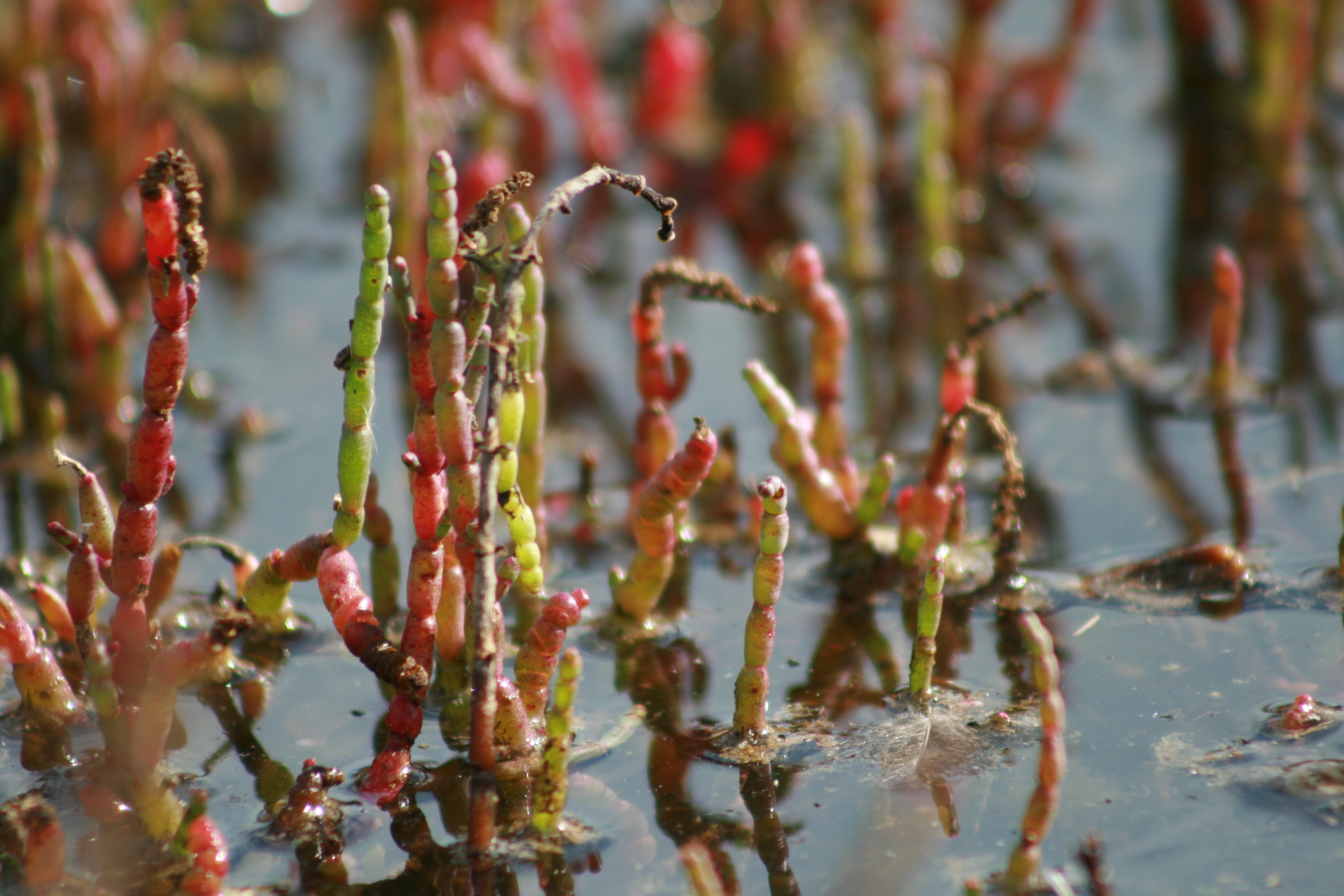
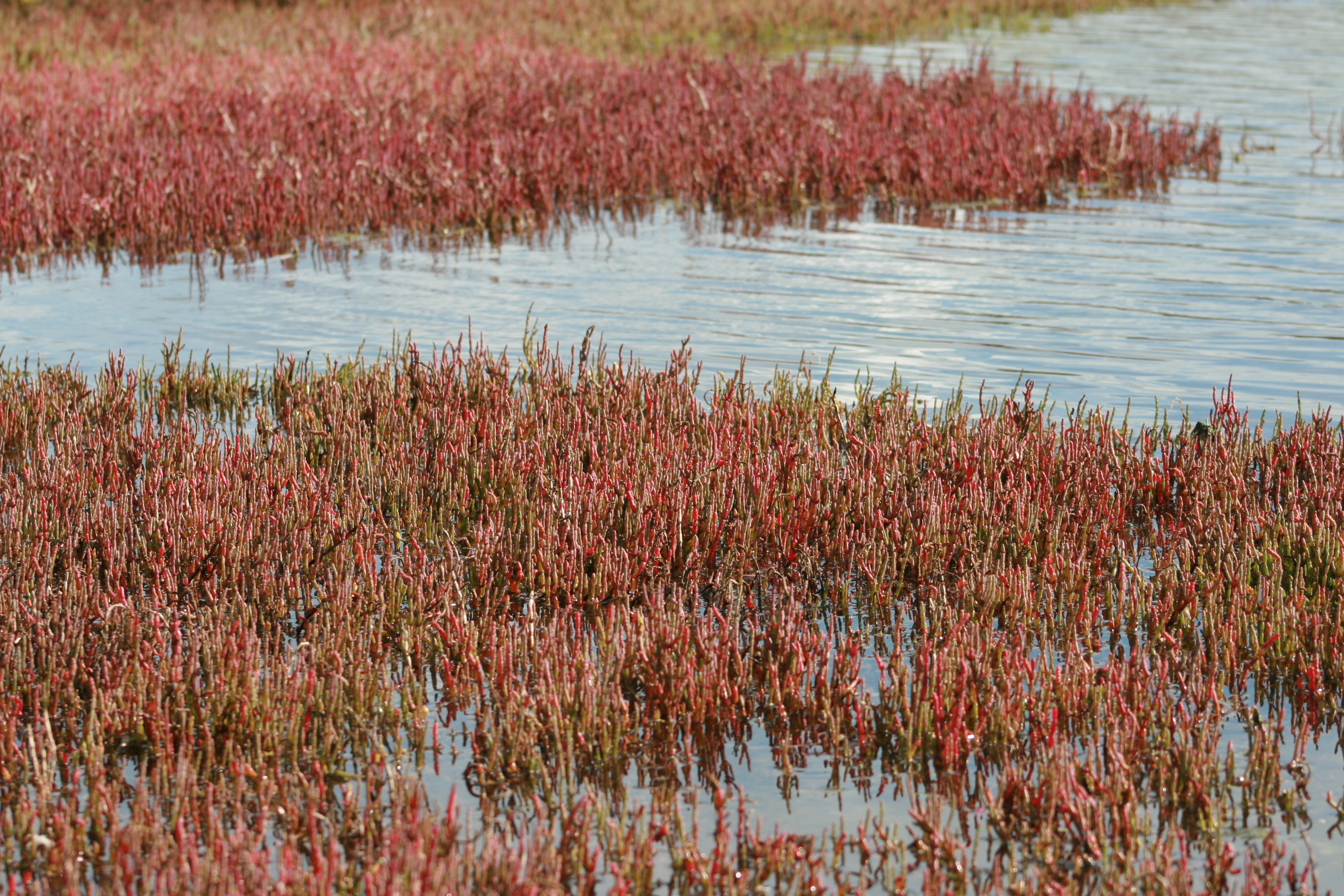
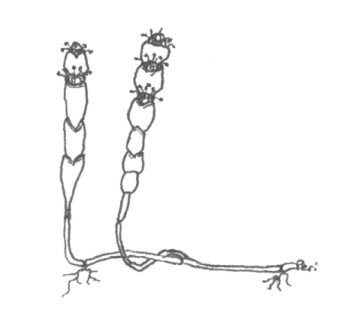
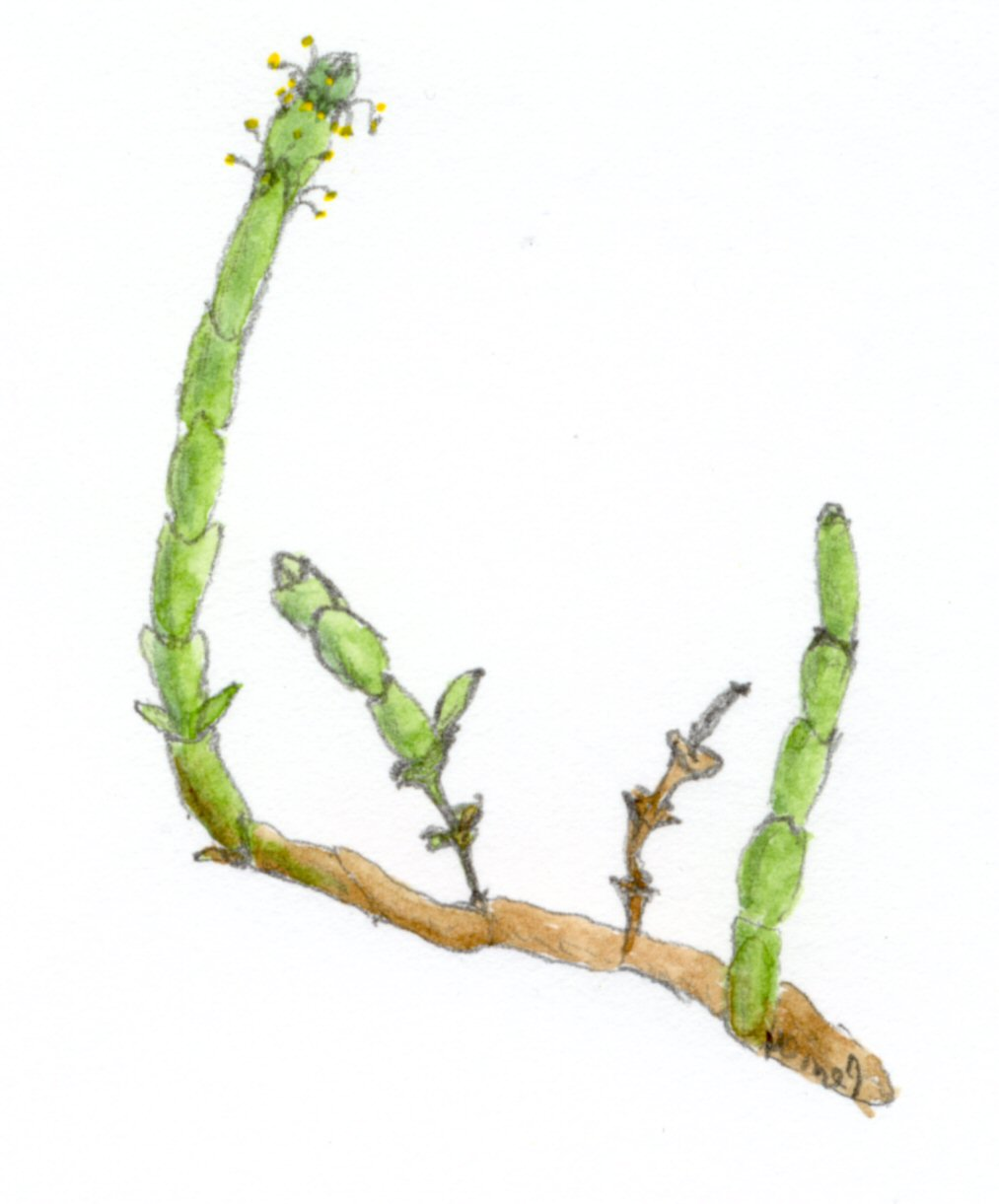